# Paxodillidium schawalleri
Paxodillidium schawalleri là một loài chân đều trong họ Armadillidiidae. Loài này được Schmalfuss miêu tả khoa học năm 1985.